# رولاند جاكاردد
رولاند جاكاردد صحافي وكاتب مقالات ومستشار فرنسي مولود في لبنان، وهو متخصص في الإرهاب.

## سيرة شخصية
رولاند جاكارد، كاتب مستقل سابق في صحيفة ليكانرد إنشيني، كما يرأس المرصد الدولي للإرهاب، وهي منظمة غير حكومية هو العضو الوحيد فيها، كتب للوولرد منذ عام 2015 "بدون منشورات، وبدون موقع على شبكة الإنترنت، وبدون عنوان بريدي، وبدون أي وجود قانوني". بالإضافة إلى نشرة سيننتال الإخبارية التي تم إنشاؤها عام 1986، والتي تقدم "دورات توعية وتدريب" حول قضية الإرهاب. ضيف منتظم في برنامج سي على الهواء، وهو أيضًا مؤلف مقالات عن أسامة بن لادن والإرهاب. وفي عام 2001، حقق نجاحًا كبيرًا في بيع الكتب لكتابة بعنوان"اسم أسامة بن لادن"، وهو مقال مخصص لشبكات الإرهاب الإسلامي. وقد حفز هذا الحدث مبيعات الكتاب، الذي كتب قبل هجمات 11 سبتمبر 2001 ولكن تم إصداره بعد أيام قليلة، إلى درجة أنه تمت ترجمته إلى العديد من اللغات. ثم نشر جان بيكوليك في عام 2004، للمؤلف نفسه وعن نفس الموضوع وشارك في كتابته مع عتمان تازغارت، بن لادن، التدمير المبرمج للغرب.

## نقاط الجدل
كانت صحة بعض تحليلات رولاند جاكارد موضع جدل . وبحسب الصحفيين ديدييه بيغو ولوران بونيلي وتوماس ديلتومبي، فإن التعليقات التي أدلى بها رولاند جاكارد كخبير في مجال الإعلام ستكون موضع شك.
في يوليو 2010، تدخل رولاند جاكارد على قناة فرانس 5 في برنامج سي على الهواء وقدم للكاميرا دليلاً باللغة العربية مكون من 300 صفحة، من المفترض أنه مخصص لقادة تنظيم القاعدة من أجل حماية أنفسهم من عملاء المخابرات الرقميين على الانترنت. سيسمح لهم الدليل بتثبيت أنظمة الحماية. سيتم التشكيك في صحة الوثيقة من قبل صحفيين آخرين، حيث أن غلاف الوثيقة عبارة عن دليل بسيط بلغة C++ يمكن تنزيله مجانًا على الإنترنت.
في 22 يوليو 2011، في أعقاب الهجوم الذي وقع في أوسلو والذي خلف 76 قتيلًا وارتكبه النرويجي المعادي للإسلام أندرس بهرنغ بريفيك، تعرض رولاند جاكاردد، الذي يقدم تحليلًا شخصيًا، لانتقادات من قبل المفوض السابق للمديرية المركزية للإعلام العام باتريك روجليت: "يوضح رولاند جاكاردد بشكل مثالي خطر علاقات سفاح القربى هذه "(بين المديرية المركزية للإعلام والصحافة).
وفي عام 2023، ظهر اسم رولان جاكارد في واحدة من أكبر الفضائح، التي تم الكشف عنها من خلال وثائق مسربة. وقد أطلق على التحقيق في الوثيقة المسربة اسم "أسرار أبو ظبي". بحسب الوثائق وفي أعقاب الأزمة الدبلوماسية مع قطر عام 2017، أصبح جاكاردد وسيطا بين الإمارات العربية المتحدة وشركة استخبارات اقتصادية مقرها سويسرا " Alp Services"، حيث أوصى جاكارد الأماراتيين بمؤسس الشركة ماريو بريرو. استأجرت الإمارات بريرو لتنفيذ حملة تشويه ضد المعارضين الإماراتيين، بما في ذلك قطر وجماعة الإخوان المسلمين. وفي إطار الحملة، نشرت Alp Services منشورات تشهيرية ومقلات  في  ويكيبيديا ضد الأهداف. إلى جانب ذلك، تلقت الإمارات أيضًا قائمة تضم أكثر من 1000 فرد و400 منظمة في أوروبا، بالإضافة إلى  أكثر من 400 فرد و120 منظمة في فرنسا، ممن  ارتبطوا بالإسلام المتطرف زوراً. وكان الجاسوس الإماراتي الشيخ مطر يشرف على العقد مع بريرو. فقد كانت صفقة جاكاردد مع Alp Services فرصة للوصول المباشر إلى مطر، وذلك عبر البريد الإلكتروني المشفر Protonmail. وبما أن جاكارد كان لديه وصول كبير للسياسيين والدبلوماسيين والعسكريين، فقد زود مطر بالمعلومات التي جاءت من الرئيس إيمانويل ماكرون والإليزيه وأجهزة الأمن. ومن المقرر أن يحصل جاكارد على عمولة قدرها 10% من المدفوعات التي تقدمها دولة الإمارات العربية المتحدة لشركة Alp Services ، إلا أنه حصل على ما لا يقل عن 300 ألف يورو بحسب المعلومات.,,